# Девани, Марсело
Марсело Алессандро Девани (исп. Marcelo Alessandro Devani, родился 22 июня 1976 года в Аргентине) — армянский и аргентинский футболист, выступавший на позиции полузащитника. Один из немногих аргентинских натурализованных игроков сборной Армении.

## Биография
Уроженец Аргентины. Выступал за аргентинские клубы «Депортиво Арменио» и «Хувентуд Антониана» и армянский клуб «Ереван». В Кубке Армении 1999 года отличился одним голом в игре против «Киликии» 30 апреля 1999 года на стадии четвертьфинала («Ереван» проиграл 1:2, но вышел в полуфинал).
В конце августа 1999 года получил армянское гражданство, обретя право выступлений за сборную Армении. Сыграл всего два матча в 1999 году: 4 сентября против России (поражение 0:2) и 8 сентября против Франции (поражение 2:3).